# Teorema di Knaster-Tarski
Il teorema di Knaster-Tarski è un teorema di punto fisso.

## Enunciato (versione 1)
Una funzione monotona in un insieme ordinato completo ammette almeno un punto fisso.

## Enunciato (versione 2)
Sia {\displaystyle f\colon L\to L} una funzione monotona su un reticolo completo {\displaystyle L}. L'insieme {\displaystyle fix(f)} dei punti fissi di {\displaystyle f} è anch'esso un reticolo completo.